# Novorosszija (állam)
Novorosszija, azaz Új-Oroszország, önhatalmúlag kikiáltott, nemzetközileg el nem ismert konföderáció volt Kelet-Ukrajnában, amely 2014. május 22-én jött létre. Neve az Orosz Birodalom egykori dél-ukrajnai régiója, Novorosszijából származik. Eredeti célja az oroszlakta területek és az orosz szeparatista államok (pl: Odesszai Népköztársaság, Harkovi Népköztársaság) egyesítése volt, azonban azok bukása miatt csak a Donyecki- és a Luganszki Népköztársaság területén létezett. 
A konföderáció 2015. május 20-án bomlott föl.

## YouTube-hivatkozások
- Az ország himnusza